# Ивановский автокрановый завод
Ивановский машиностроительный завод «Автокран» (торговая марка «Ивановец») — советский и российский производитель стреловых кранов на автомобильном шасси. Является старейшим и крупнейшим в Российской Федерации предприятием по производству автомобильных кранов, ведущим в стране производителем опорно-поворотных устройств (ОПУ). Текущая продуктовая линейка включает в себя автокраны грузоподъёмностью 16, 25, 35, 40 и 50 тонн, а также 25-тонный городской кран, способный эффективно работать в тесноте городских улиц.

## История

### Ивановский завод автомобильных кранов
Согласно постановлению Совета Министров СССР в 1950 году началось строительство завода автомобильных кранов в Ивановской области. Датой начала производства считается осень 1954 года, когда заводом был изготовлен первый автомобильный кран К-51 грузоподъёмностью 5 т с механическим приводом на шасси МАЗ-200.
В 1956 году завод строился и расширял производственные мощности: построены вспомогательные цеха — заготовительный, инструментальный, механический и сборочный, а в 1957 году введён сталелитейный цех. В 1958 году предприятие осваивает выпуск автокранов на экспорт.
С 1960 года предприятие начинает выпуск техники под заказ Минобороны СССР. В 1962 году был выпущен кран модели 8Т-210 для нужд Минобороны грузоподъёмностью 6,3 т на шасси Урал-375. На базе 8Т-210 впоследствии появилась модификация 8Т-210А, где в качестве базового автомобиля применен автомобиль Урал-375Е.
В 1960—1970-х годах завод становится главным предприятием СССР по выпуску автомобильных кранов.
С 1966 года завод начал выпуск опорно-поворотных устройств (ОПУ), предназначенных для использования в конструкциях строительных, дорожных и других машин с поворотным рабочим оборудованием.
В 1968 году завод наладил серийное производство автомобильных кранов КС-3562А грузоподъёмностью 10 т с гидравлическим приводом механизмов и гибкой подвеской стрелы на шасси МАЗ-500.
С 1974 года завод начал выпуск модели с жёсткой подвеской телескопической стрелы коробчатого сечения, гидравлического полноповоротного автомобильного крана КС-3571 грузоподъёмностью 10 т.

### ПО «Автокран»
13 мая 1975 года постановлением Совета Министров СССР № 400 было образовано производственное объединение (ПО) «Автокран». В состав ПО «Автокран», кроме Ивановского завода автомобильных кранов (ИЗАК), были включены:
- Дрогобычский завод автомобильных кранов (ДЗАК), г. Дрогобыч, Львовская область;
- Камышинский крановый завод (ККЗ), г. Камышин, Волгоградская область;
- Балашихинский автокрановый завод (БАКЗ), г. Балашиха, Московская область;
- Ставропольский автокрановый завод, г. Ставрополь.

В дальнейшем в состав ПО «Автокран» были введены:
- Галичский автокрановый завод (ГАКЗ), г. Галич, Костромская область;
- ГСКТБ краностроения, образовавшееся путём объединения СКБ краностроения и Ивановского филиала НПО «ВПТИ стройдормаш» для решения всех проектно-конструкторских и проектно-технологических задач ПО «Автокран»[4].

Ивановский завод стал головным этих предприятий.
В дальнейшем на заводе по плану технического перевооружения была разработана техническая документация, подготовлено производство и начат серийный выпуск новых моделей автомобильных кранов КС-3577, КС-2573 и КС-3576, заменявших снятые с производства и морально устаревшие краны КС-3571, КС-3572 и КС-2572. Автомобильный кран КС-3577 грузоподъёмностью 12,5 т с гидравлическим приводом механизмов стал базовой моделью для серии автомобильных кранов «Ивановец» на шасси МАЗ-5334 и МАЗ-5337: краны КС-3577-2, КС-3577-3 и КС-3577-4.
С начала 1980-х и до середины 1990-х годов Ивановский завод выпускал около 5000—5200 машин в год при числе работающих 5,5 тысяч человек. Благодаря стабильным государственным заказам, 10 % автокранов ежегодно уходили в войска, автомобильное и строительное хозяйства потребляли все остальные выпущенные автокраны.

### АО «Автокран»
В соответствии с приказом министра тяжёлого машиностроения СССР В. М. Величко от 26.10.1990 г. № 514 Ивановский завод автомобильных кранов был преобразован в акционерное общество «Автокран».
В 1991 году из состава ПО «Автокран» вышло ГСКТБ краностроения. Завод переходит на самостоятельное проектирование автомобильных кранов и технологическую подготовку производства.
В 1992 году заводом был спроектирован и освоен выпуск гидравлического автомобильного крана КС-3574 грузоподъёмностью 14 т с гидравлическим выдвижением опор на шасси повышенной проходимости Урал-5557, а в следующем году на его базе появился автокран КС-3574К на серийном шасси КамАЗ-53213.
В 1994 году завод освоил массовое производство полностью гидравлических автокранов, освоив выпуск 16-тонных кранов с 3-секционной телескопической стрелой: модели КС-35714 на шасси Урал-5557 и модели КС-35715 на шасси МАЗ-5337.
Позднее завод освоил вариант и на шасси КамАЗ-53213 — автокран модели КС-35714К.
Специализируясь на производстве автокранов 3-й группы грузоподъёмности (до 16 т), завод в 1995 году изготовил опытные образцы автомобильных кранов 4-й группы. Это были 22-тонные краны модели КС-45717 на шасси Урал-5557 и модели КС-45717К на шасси КамАЗ-53213.

### ОАО «Автокран»
22 марта 1995 года акционерное общество закрытого типа «Автокран» преобразовано в акционерное общество открытого типа «Автокран», с 1997 года — открытое акционерное общество «Автокран».
С 1996 года завод стал выпускать 50-тонную модель КС-6973 на специальном шасси автомобильного типа повышенной проходимости производства Курганского завода колёсных тягачей (КЗКТ). В 1997 году на базе этого крана разработан (серийный выпуск с 1998 года) автокран с четырёхсекционной телескопической стрелой модели КС-6973А на специальном шасси автомобильного типа МЗКТ-6923. В том же году были изготовлены и успешно прошли государственные испытания три модели «тонных» автомобильных кранов — модели КС-45717-1, КС-45717А-1 и КС-45717К-1 на шасси, соответственно, Урал-4320, МАЗ-63038 и КаМаЗ-53229.

### Кризис и банкротство завода
Политические изменения в стране в начале 1990-х годов и переход страны к рыночной экономике привёл к разделению производственного объединения на отдельные предприятия, конкурирующие между собой. На российском рынке появились автокраны с бывших заводов ПО «Автокран».
В середине 1998 года ОАО «Автокран» вступает в процедуру банкротства. Выпуск автокранов уменьшается до 35 штук в месяц. Завод лихорадит из-за непоставки комплектующих. До 80 % персонала находится в простое. На предприятии сокращается трудовая неделя, устанавливается семичасовой рабочий день. Штат предприятия сокращается до 2,7 тысячи человек.
В мае 2000 года после завершения процедуры завод разработал программу по выпуску шести автокранов в смену, из которых три — 25-тонные. Параллельно была организована сборка 50-тонных, по две штуки в месяц.

### 2000—2010-е годы

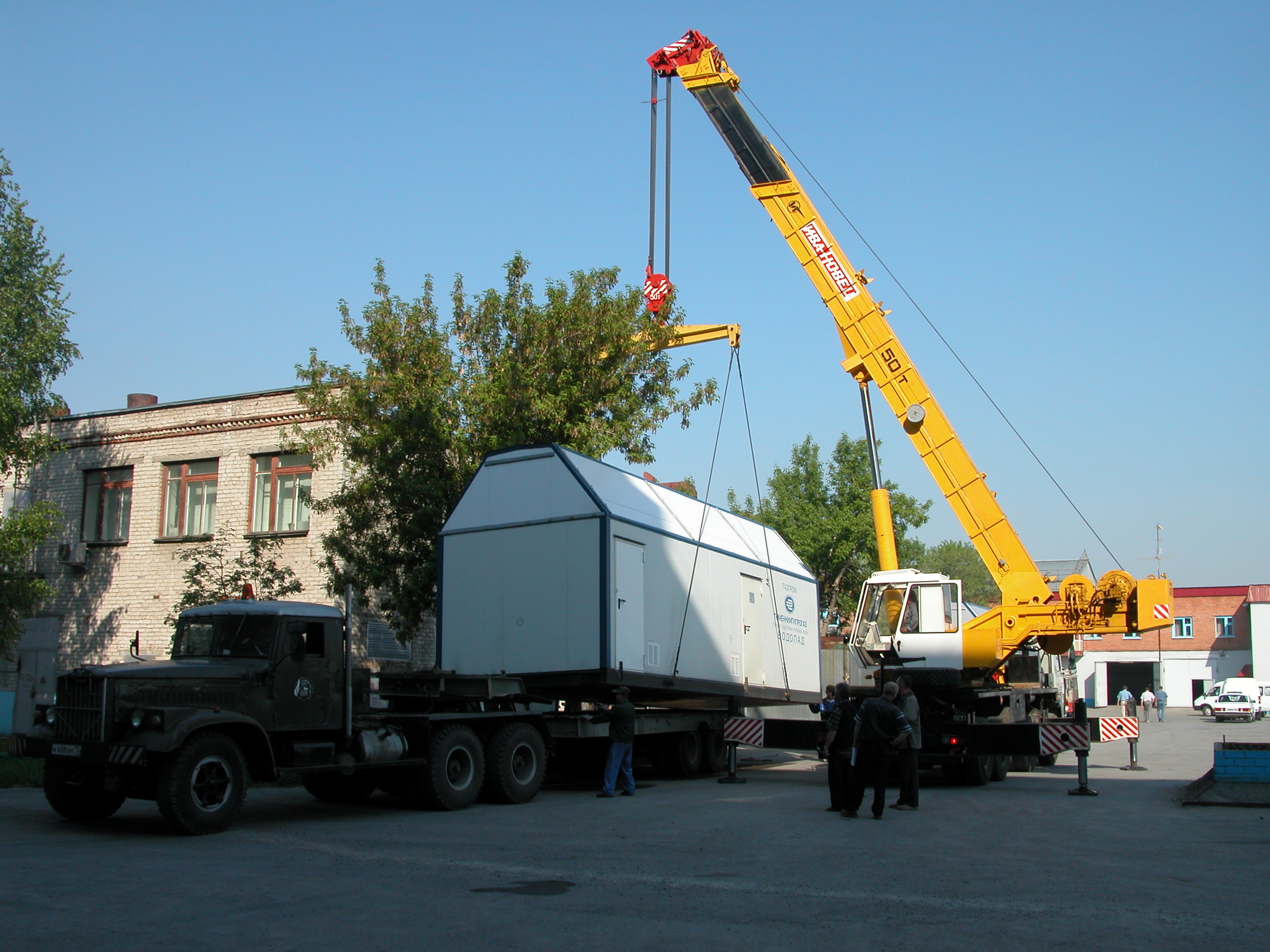
Погрузка станции «Водопад». г. Тюмень, 2004 год.

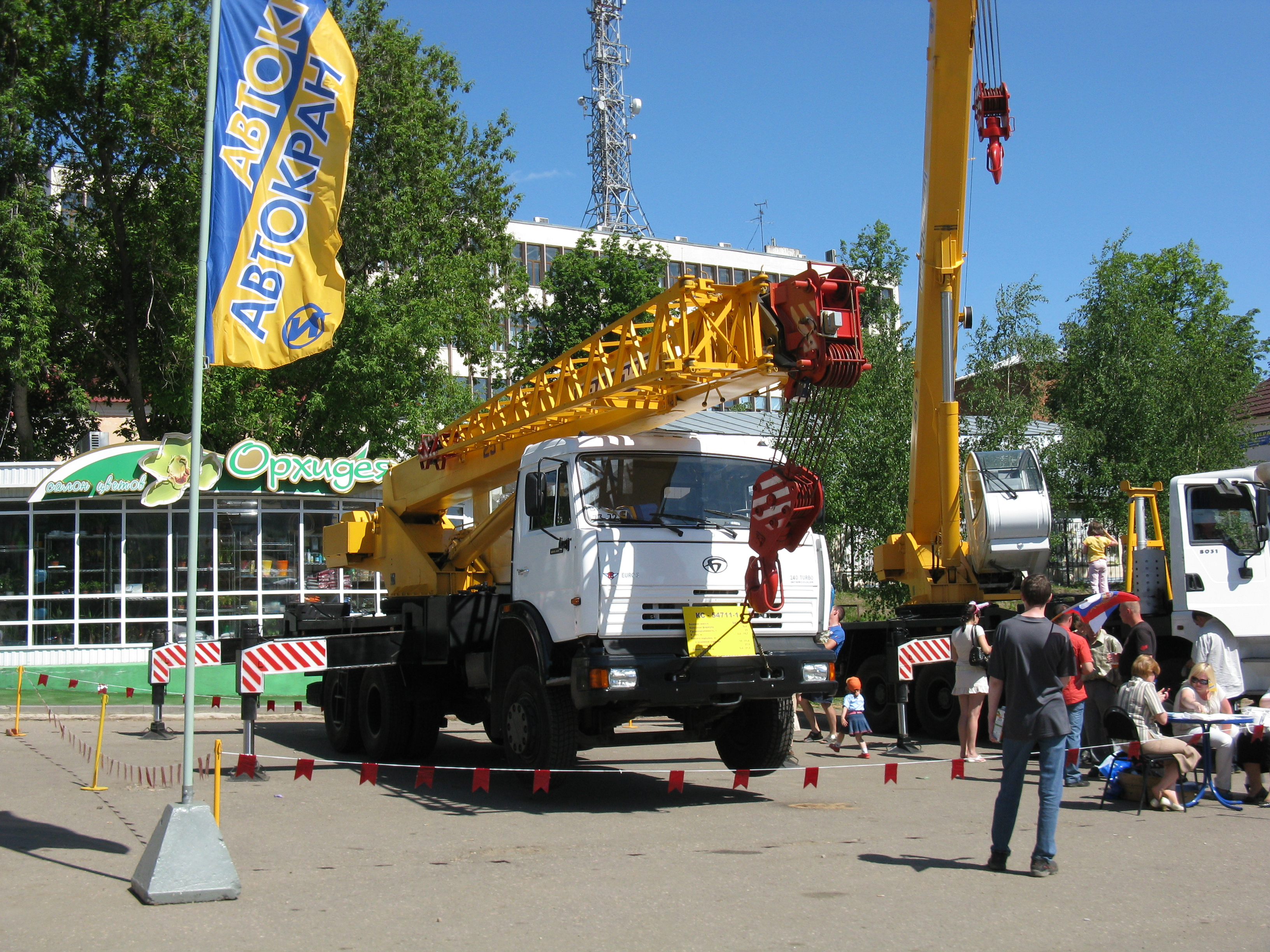
Продукция завода на ярмарке Иваново, 2009

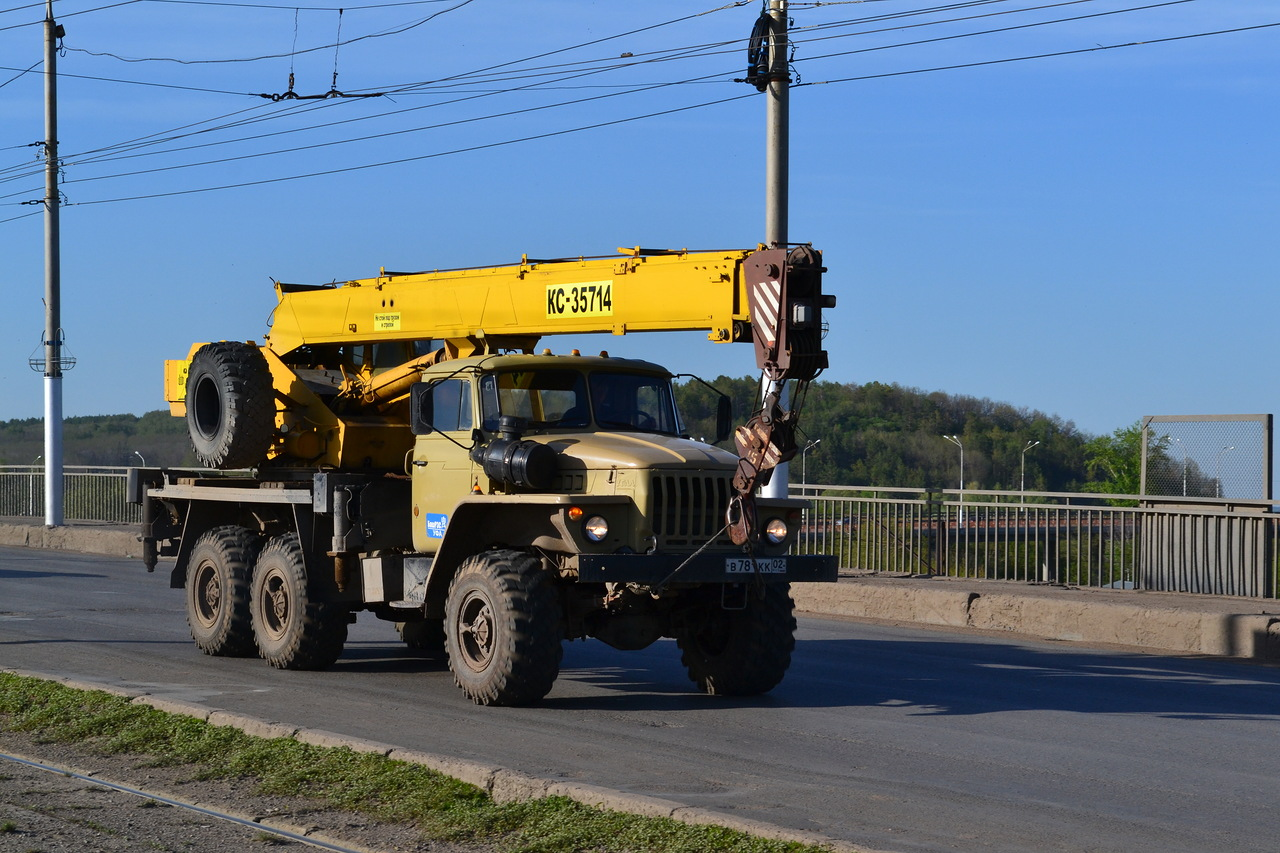
КС-35714 на шасси Урал-4320

В 2000 году совместными усилиями специалистов ОАО «Автокран» и ОАО «Брянский автомобильный завод» было спроектировано и изготовлено для 50-тонного крана КС-6973Б базовое специальное шасси автомобильного типа высокой проходимости БЗКТ-69098. В том же году была завершена разработка конструкторской документации и начато изготовление опытных образцов автомобильных кранов грузоподъёмностью 32 т с четырёхсекционной телескопической стрелой из высокопрочных низколегированных сталей на базе моделей: КС-55717, КС-55717А на шасси КамАЗ-53229 и МАЗ-630303. Серийный выпуск этих моделей освоен в 2002 году.
В 2001—2002 годах ОАО «Автокран» совместно с «Брянский автомобильный завод» созданы краны грузоподъёмностью 32 т КС-59711 на 3-осном шасси БАЗ-8026 и модели КС-59712 на 2-осном шасси БАЗ-8027.
На выставке «Строительная техника и технологии — 2004» в Москве завод представил совместно разработанную в 2003 году с ОАО «Брянский автомобильный завод» и немецкими партнёрами опытную модель 100-тонного крана КС-8973 на специальном шасси высокой проходимости КШ-8973.
На выставке «Строительная техника и технологии — 2005» завод представил два новых автомобильных крана:
- 16-тонный кран КС-35714К-2 на полноприводном шасси КамАЗ-43118;
- 25-тонный КС-45717К-2 на полноприводном шасси КамАЗ-53228[4].

На выставке «Строительная техника и технологии — 2006» предприятие представило три модели:
- 16-тонный «бюджетный» автокран КС-35714К-3;
- 32-тонный автокран КС-59712 на специальном шасси БАЗ-8027;
- первый образец крана-манипулятора — кран КМ-34000 с грузовым моментом 34 т•м, грузоподъёмностью 2,25 т[4].

На выставке «Строительная техника и технологии — 2010» в Москве предприятие представило:
- автокран КС-64714 на четырёхосном шасси БАЗ-8033 грузоподъёмностью 60 т с пятисекционной стрелой длиной 40 м;
- автокран КС-7474 на четырёхосном шасси БАЗ-8033 грузоподъёмностью 80 т с пятисекционной стрелой длиной 40 м и дополнительным пятнадцатиметровым гуськом[10];
- гусеничный кран ДГК 50.1 с решётчатой стрелой (длина с гуськом — 62 м) грузоподъёмностью 50 т[11].

В 2014—2015 годах ОАО «Автокран» прекратило отгрузку авансированной продукции через собственную дочернюю торгующую компанию «Ивановская марка» ряду покупателей. В связи с этим рядом кредиторов была инициирована процедура финансовой несостоятельности завода..
С начала 2016 года в связи с появлением нового собственника и реструктуризацией долга главным кредитором ПАО «Сбербанк» завод начал выплачивать долги и выпускать в месяц около сорока кранов сегмента «16—25 тонн» с повышением до 100 штук в месяц в течение года. В связи с переходом Брянского автомобильного завода под контроль АО «Концерн ВКО „Алмаз-Антей“» производство автокранов на шасси БАЗ прекращено.
В 2016 году было зарегистрировано ООО «Ивановский машиностроительный завод Автокран» (ООО «ИМЗ Автокран»). Около 900 работников завода перевели в него, новые инвесторы предприятия во главе с бывшими топ-менеджерами группы ГАЗ Игорем Кульганом и Эриком Эберхардсоном, а также с бывшим президентом «ФК Открытие» Рубеном Аганбегяном приняли на себя обязательства по выплате накопленных долгов. В качестве портфельного инвестора была также привлечена инвестиционная компания «Велес Капитал».

## Деятельность
С 2001 года ОАО «Автокран» является партнёром Независимой ассоциации машиностроителей («НАМС»), в которую также входили ООО «Брянский автомобильный завод» («БАЗ») и ЗАО «Раскат». Результатом взаимодействия стало освоение на заводе серийного выпуска крановой техники грузоподъёмностью 50 и 100 т на специальных шасси. В 2005 году была достигнута договорённость по поставкам продукции ОАО «Автокран» в ОАО «Сургутнефтегаз» и другие предприятия нефтегазового комплекса.
За девять месяцев 2006 года заводом было выпущено 2789 единиц ОПУ, из которых порядка 50 % предприятие поставило своим партнёрам — крупнейшим производителям специальной техники в России и за рубежом.
В период с 2005 по 2007 год доля автокранов «Ивановец» в России составляла от 41,5 % до 35,5 %. По итогам 2009 года на заводе «Автокран» выпущено 595 штук из 1272 автокранов, произведённых в Российской Федерации. В 2010 году, за первые шесть месяцев произвел 512 единиц автокранов (314,1 % к аналогичному периоду предыдущего года).
Предприятие входит в «Список предприятий, которые могут претендовать на предоставление государственной гарантийной поддержки».
В 2010 году Ивановский завод приступил к исполнению своих обязательств по государственному контракту в рамках гособоронзаказа. Всего по этому контракту предприятие поставит Министерству обороны семьдесят автокранов «Ивановец» .
В июне 2010 года ОАО «Сбербанк России» открыл предприятию кредитную линию с лимитом в 130 млн рублей сроком на шесть месяцев по ставке 13,5 % годовых. По данным отчёта предприятия за I квартал 2010 года в Сбербанке у завода открыто более двадцати кредитных линий на сумму около 1,4 млрд рублей, при этом выручка предприятия в 2009 году упала на 32,6 % — до 1,5 млрд рублей. Кроме того, «Автокран» в конце 2009 года привлёк кредиты Международной финансовой корпорации (IFC, инвестиционное подразделение группы Всемирного банка) сроком на четыре года и десять месяцев на 10 млн и 500 млн рублей, а также у ЕБРР в апреле 2007 года на 40 млн $ на восемь лет. По итогам 2009 года «Автокран» получил убыток в 423 млн рублей против чистой прибыли в 5,9 млрд рублей годом ранее.
В 2011 году на предприятии проводилась реконструкция мощностей и обновление оборудования, вступили в строй два новых цеха — сборочный цех автокранов, манипуляторов и цех производства овоидных стрел для автокранов. Общий объём инвестиций в новые мощности превысил 800 млн рублей.

### Структура
В составе предприятия находятся металлургические, кузнечно-прессовые, механообрабатывающие, сварочные, окрасочные мощности. Имеются собственные проектно-конструкторские и технологические подразделения.

Производственная площадка расположена в Иваново.

### Руководство и собственники
Во времена СССР «Автокран» относился к структуре Минстройдормаша, а затем к Министерству тяжёлого машиностроения СССР. В соответствии с приказом министра тяжёлого машиностроения СССР от 26.10.1990 г. № 514 преобразован в акционерное общество «Автокран».

### Показатели деятельности
- В 1987 году заводом изготовлен стотысячный автокран[1].
- В конце марта 2005 года завод выпустил стосорокатысячный автокран, которым стал 25-тонный КС-45717К-2 на шасси КамАЗ-53228[23].
- В июне 2006 года с конвейера завода сошёл двухтысячный автокран КС-45717-1[27].
- В октябре 2007 года с конвейера сошёл стосорокапятитысячный кран. Юбилейным оказался 25-тонный кран модели КС-54711 на специальном шасси БАЗ-8029, впервые представленный на выставке «Строительная техника и технологии — 2007» в Москве.[28].
- На 2015 год завод изготовил 156 114 машин.

### Экспорт
Автокраны под маркой «Ивановский завод автомобильных кранов» экспортировались в более чем тридцать стран мира, включая государства Европы, Ближнего Востока, Африки, Латинской Америки и Юго-Восточной Азии.

## Продукция
В разное время завод выпускал:
- Автомобильные краны с индексом «К».
- Автомобильные краны марки «Ивановец» с индексом «КС».
- Краны на специальном шасси автомобильного типа и короткобазном шасси с индексом КС.
- Автомобильные краны марки «Ивановец» с типом стрел овоидного сечения с индексом «АК».
- Краны-манипуляторы марки «Ивановец» с индексом «КМ».
- Краны-манипуляторы военного назначения.
- Дизель-электрические краны.

## Награды
- В 1976 году Ивановский крановый завод награждён орденом Трудового Красного Знамени за успешное освоение выпуска высокопроизводительных гидравлических кранов[1].
- В 1978 году крану КС-3571 был присвоен Государственный «Знак качества» СССР[1][6].